# Yūsuke Chajima
Yūsuke Chajima (茶島 雄介 Chajima Yūsuke?,  Hiroshima, Hiroshima, 20 de julio de 1991) es un futbolista japonés. Juega de centrocampista y su equipo es el Sanfrecce Hiroshima de la J1 League de Japón.

## Trayectoria
| Club                        | País  | Año           |
| --------------------------- | ----- | ------------- |
| Sanfrecce Hiroshima         | Japón | 2014-presente |
| JEF United Chiba (préstamo) | Japón | 2018-2019     |

## Palmarés

### Títulos nacionales
| Título             | Club                | País  | Año  |
| ------------------ | ------------------- | ----- | ---- |
| Supercopa de Japón | Sanfrecce Hiroshima | Japón | 2014 |
| J1 League          | Sanfrecce Hiroshima | Japón | 2015 |
| Supercopa de Japón | Sanfrecce Hiroshima | Japón | 2016 |
| Copa J. League     | Sanfrecce Hiroshima | Japón | 2022 |
| Supercopa de Japón | Sanfrecce Hiroshima | Japón | 2025 |